# Euryarthrum rubricolle
Euryarthrum rubricolle là một loài bọ cánh cứng trong họ Cerambycidae.